# 卢克·霍布森
卢克·霍布森（英語：Luke Hobson，2003年6月25日—），美国男子游泳运动员，2023年世界游泳锦标赛男子4×200米自由泳接力银牌得主、2024年世界游泳锦标赛男子200米自由泳和男子4×100米自由泳接力铜牌得主。